# Шаров, Александр Валерьевич (журналист)
Александр Валерьевич Шаров (род. 2 мая 1963, г. Свердловск) — российский журналист, редактор.

## Биография
Работал в Центральном государственном военно-историческом архиве (последняя должность — начальник архивохранилища), в журнале «Военные знания» (редактор отдела военной истории, заместитель главного редактора — ответственный секретарь), более четырёх лет — в «Российской газете» (обозреватель, зам. редактора отдела, редактор отдела), четыре года — в «Парламентской газете» (заместитель редактора отдела). Пять лет — на госслужбе (штатный помощник Председателя Совета Федерации, заместитель начальника Управления пресс-службы Совета Федерации. После почти пять лет работал первым заместителем главного редактора Парламентской газеты.
С марта 2011 года — главный редактор журнала Российская Федерация сегодня. С декабря 2011 года — академик Евразийской академии телевидения и радио (ЕАТР), некоммерческой организации, объединяющей профессионалов медиа-сферы многих стран мира. С 2015 года — заместитель главного редактора «Парламентской газеты» — шеф-редактор журнала «Российская Федерация сегодня».
С марта 2011 года — главный редактор журнала Российская Федерация сегодня. Назначение на пост главного редактора журнала вызвало резонанс в СМИ из-за смены курса журнала, увольнений сотрудников. Журналисты разных изданий отметили непрофессионализм А. Шарова. Сотрудники и авторы «РФ сегодня» направили письма Б. Грызлову и С. Миронову с просьбой немедленно отправить в отставку их нового главного редактора. Сам А. Шаров наличие конфликта между ним и коллективом редакции отрицает.

## Оценки деятельности Шарова на посту главного редактора журнала «Российская Федерация сегодня»
«Отныне редколлегии напоминали „мозговой штурм“ отдела по продажам. „Критика губернатора N нам не нужна! — стучал кулаком по столу главред Александр Шаров. — Я у него буду деньги просить“. В корзину полетели статьи о детях-сиротах („Власть без милосердия“), о выборах (с экстремистским названием „Побеждать на выборах должны лучшие“), о шахтёрах („На чьей стороне правительство в споре рабочих с олигархами“), о завышенных зарплатах чиновников („От зарплаты до зарплаты — пропасть“). Аудитория „РФ сегодня“ — чиновники и парламентарии. Перед кем рисоваться? Кому лгать?»
— [http://www.jourmedia.ru/index.php?option=com_content&view=article&id=170:-7-8-2011&catid=56:2011&Itemid=43#addcomments — Журналистика и Медиарынок

«Парламентская пресса не может и не должна быть популярной, как бульварные издания. Она существует для того, чтобы донести до людей азы парламентаризма, содействовать развитию правового сознания и гражданского общества», — считает А.Шаров.
— [http://www.regions.ru/news/2146528/ REGIONS.RU — новости Федерации